# Tschorna (Fluss)
Die Tschorna (ukrainisch Чорна; russisch Чёрная/Tschornaja; wörtlich "Schwarzer [Fluss]") ist ein Fluss zum Schwarzen Meer im Süden der Halbinsel Krim in der Ukraine.
Der Fluss hat eine Länge von 34,1 km (nach anderen Quellen 41 km) und ein Einzugsgebiet von 436 km². 
Die Tschorna verläuft vollständig innerhalb des Stadtgebiets von Sewastopol, das direkt der ukrainischen Zentralregierung in Kiew untersteht, und ist daher nicht Teil der Autonomen Republik Krim.
Sie entspringt in 280 m Höhe bei dem Dorf Rodnykiwske (Родниківське) an den nordwestlichen Hängen des Aj-Petri im Krimgebirge, fließt dann in nordwestliche Richtung, bis sie bei Inkerman in die Bucht von Sewastopol mündet.

## Geschichte
Am Fluss fand am 16. August 1855 eine nach dem Fluss benannte Schlacht im Krimkrieg statt.

## Einzelnachweise

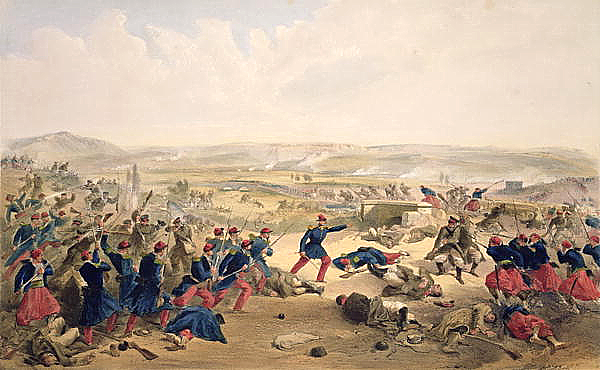
Schlacht an der Tschernaja